# トミー・ビロッティ
トーマス・"トミー"・ビロッティ、(Thomas "Tommy" Bilotti,1940年3月23日 - 1985年12月16日)はニューヨークのガンビーノ一家のメンバー。ポール・カステラーノ政権時において、アニエロ・デラクローチェの死後ポールの運転手からアンダーボスに昇進した、カステラーノ子飼いの子分であった。
見え見えの左右非対称のかつらをしていた。それでも本人は、他人は自分がかつらであることに気づいてないはずだと思っていたという。
愛車のキャデラックには常にバットが積んであるなど恐ろしく凶暴で、がさつな性格で、言葉づかいは悪かったが、ポールには真に従順であったという。一家の人間は彼のことを力加減を知らないゴリラみたいな男だったと語っている。一家のカポだがカステラーノの運転手をやっていた。アンダーボスに昇進後、これに反発したデラクローチェのルテナント(副官)にしてガンビーノ一家のカポー(貸元)であったジョン・ゴッティらにカステラーノと共に暗殺された。
その後ジョン・ゴッティ政権時のアンダーボスは、フランク・デチッコ、ジョセフ・"パイニー"・アルモーネ、サルヴァトーレ・"サミー・ザ・ブル"・グラヴァーノ、と続いていく。